# Скидин, Иван Константинович
Иван Константинович Скидин (2 июня 1915, село Тетри-Цкаро, Тифлисский уезд, Тифлисская губерния, Российская империя — 6 февраля 1989, Тетри-Цкаро, Грузинская ССР) — заведующий коневодческой фермой колхоза имени Будённого Тетрицкаройского района, Грузинская ССР. Герой Социалистического Труда (1949).

## Биография
Родился в 1915 году в русской крестьянской семье в селе Тетри-Цкаро Тифлисского уезда. Окончил местную начальную школу. Трудовую деятельность начал в местном колхозе имени Будённого Тетрицкаройского района. В июне 1941 года призван в Красную Армию по мобилизации. Участвовал в Великой Отечественной войне. Воевал в составе 19-й механизированной бригады. Получил два ранения. В последние годы войны — командир танка 2-й танковой бригады 9-го танкового полка в звании сержанта. После демобилизации возвратился в родное село, где продолжил трудиться заведующим колхозной конефермой в колхозе имени Будённого Тетрицкаройского района.
В 1948 году коневоды колхоза вырастили 31 жеребёнка от 31 кобыл. Указом Президиума Верховного Совета СССР от 11 августа 1949 года удостоен звания Героя Социалистического Труда за «получение высокой продуктивности животноводства в 1948 году» с вручением ордена Ленина и золотой медали «Серп и Молот» (№ 4432).
Этим же указом званием Героя Социалистического Труда были награждены председатель колхоза Георгий Константинович Биляев и старший конюх Иван Андреевич Ляпушкин.
После выхода на пенсию проживал в родном городе Тетри-Цкаро. С 1976 года — персональный пенсионер союзного значения. Умер в феврале 1989 года.
Награды
- Герой Социалистического Труда
- Орден Ленина
- Орден Отечественной войны 2 степени (11.03.1985)
- Медаль «За отвагу» — дважды (12.01.1945; 31.01.1945)
- Медаль «За трудовую доблесть» (17.08.1948)